# Obiectivul de Dezvoltare Durabilă 12 al Uniunii Europene
ODD 12 - Consum și producție responsabile solicită un set cuprinzător de acțiuni din partea companiilor, factorilor de decizie, cercetătorilor și consumatorilor pentru a se adapta la practicile durabile. Acesta vizează producția și consumul durabil bazat pe capacitatea tehnologică avansată, eficiența resurselor și reducerea deșeurilor generate.
Tiparele de consum și producție au un impact major asupra mediului și societății. Monitorizarea ODD 12 în contextul UE se concentrează pe evoluțiile din domeniile decuplării presiunilor de mediu de creșterea economică, pe economia verde și pe generarea și gestionarea deșeurilor. În ansamblu, progresul UE în atingerea acestui obiectiv în perioada de cinci ani evaluată a fost mixt. În timp ce consumul de materii prime și productivitatea energetică au înregistrat evoluții pozitive, consumul de substanțe chimice periculoase a crescut. În domeniul generării de deșeuri, utilizarea circulară a materialelor nu crește suficient de rapid pentru a atinge obiectivul, în ciuda reducerii cantității de deșeuri generate. Pe o notă pozitivă, valoarea adăugată din sectorul bunurilor și serviciilor de mediu a fost în creștere.

## Indicatori care măsoară progresul către ODD12, UE
| Indicator                                                             | Perioadă                                                                     | Rata anuală de creștere                                                      | Tendință                                                                     | Observații                                                   |
| Decuplarea impactului asupra mediului de creșterea economică          | Decuplarea impactului asupra mediului de creșterea economică                 | Decuplarea impactului asupra mediului de creșterea economică                 | Decuplarea impactului asupra mediului de creșterea economică                 | Decuplarea impactului asupra mediului de creșterea economică |
| --------------------------------------------------------------------- | ---------------------------------------------------------------------------- | ---------------------------------------------------------------------------- | ---------------------------------------------------------------------------- | ------------------------------------------------------------ |
| Amprenta materială                                                    | 2005–2020                                                                    | –1,6%                                                                        | ▲                                                                            | ODD 12                                                       |
| Amprenta materială                                                    | 2015–2020                                                                    | –0,4%                                                                        | ▲                                                                            | ODD 12                                                       |
| Consumul de substanțe chimice periculoase                             | 2006–2021                                                                    | –0,6%                                                                        | ▲                                                                            | ODD 12                                                       |
| Consumul de substanțe chimice periculoase                             | 2016–2021                                                                    | 1,0%                                                                         | ▼                                                                            | ODD 12                                                       |
| Emisiile medii de CO2 ale autovehiculelor noi                         | evaluarea nu este posibilă din cauza întreruperii seriilor temporale în 2021 | evaluarea nu este posibilă din cauza întreruperii seriilor temporale în 2021 | evaluarea nu este posibilă din cauza întreruperii seriilor temporale în 2021 | ODD 12                                                       |
| Productivitatea energetică [*]                                        | 2006–2021                                                                    | 1,8%                                                                         | ▲                                                                            | ODD 7                                                        |
| Productivitatea energetică [*]                                        | 2016–2021                                                                    | 1,8%                                                                         | ▲                                                                            | ODD 7                                                        |
| Economia verde                                                        |                                                                              |                                                                              |                                                                              |                                                              |
| Valoarea adăugată brută în sectorul bunurilor și serviciilor de mediu | 2005–2020                                                                    | 3,5%                                                                         | ▲                                                                            | ODD 12                                                       |
| Valoarea adăugată brută în sectorul bunurilor și serviciilor de mediu | 2015–2020                                                                    | 3,4                                                                          | ▲                                                                            | ODD 12                                                       |
| Generarea și managementul deșeurilor                                  |                                                                              |                                                                              |                                                                              |                                                              |
| Rata circulară de utilizare a materialelor                            | 2006–2021                                                                    | constatat: 1,7%                                                              | ▼                                                                            | ODD 12                                                       |
| Rata circulară de utilizare a materialelor                            | 2006–2021                                                                    | necesar: 4,0%                                                                | ▼                                                                            | ODD 12                                                       |
| Rata circulară de utilizare a materialelor                            | 2016–2021                                                                    | constatat: 0,3%                                                              | ▼                                                                            | ODD 12                                                       |
| Rata circulară de utilizare a materialelor                            | 2016–2021                                                                    | necesar: 5,2%                                                                | ▼                                                                            | ODD 12                                                       |
| Generarea de deșeuri                                                  | 2006–2020                                                                    | –0,6%                                                                        | ▲                                                                            | ODD 12                                                       |
| Generarea de deșeuri                                                  | 2016–2020                                                                    | –1,3%                                                                        | ▲                                                                            | ODD 12                                                       |

Note:

Pentru indicatorii fără țintă sunt prezentate ratele de creștere constatate pe perioadele specificate. Pentru indicatorii cu o țintă UE cuantificată (), sunt prezentate atât ratele de creștere constatate, cât și ratele de creștere care ar fi fost necesare în perioadele specificate pentru îndeplinirea obiectivului

[*] indicator multifuncțional

## Prezentare generală

### Decuplarea impactului asupra mediului de creșterea economică
Creșterea economică îmbunătățește bunăstarea oamenilor, dar a fost mult timp asociată cu creșterea consumului de resurse și energie. Creșterea continuă a consumului de resurse finite dăunează mediului și contribuie în mod semnificativ la schimbările climatice. Pentru a face față acestei provocări, UE a lansat o nouă strategie de dezvoltare – Pactul verde european (European Green Deal) – care urmărește să transforme UE într-o societate echitabilă și prosperă, neutră din punct de vedere climatic, cu o economie modernă, eficientă din punct de vedere al resurselor și competitivă, în care creșterea economică este decuplată de utilizarea resurselor, care se concentrează pe îmbunătățirea eficienței utilizării resurselor și a energiei prin restructurarea economiilor, astfel încât acestea să producă mai mult cu aceleași resurse și consumuri de energie.
Amprenta materială a UE a atins un nou minim în 2020, datorită unei scăderi de 5,6% în anul pandemiei
Amprenta materială, denumită și consum de materii prime, reprezintă cantitatea de materiale utilizate de-a lungul lanțurilor de aprovizionare cu bunuri și servicii care sunt în final consumate într-o țară. Indicatorul măsoară astfel materialele extrase (atât interne, cât și din străinătate) necesare pentru producerea de bunuri și servicii consumate de utilizatorii finali în interiorul frontierelor UE și estimează volumul produselor comercializate (importuri și exporturi) în echivalent de materii prime.
Amprenta materială a UE a crescut între 2013 și 2019, înainte de a scădea cu 5,6% în 2020, comparativ cu anul precedent. În termeni absoluți, utilizatorii finali din UE au consumat 6,11 miliarde de tone de materii prime (în echivalent materii prime) în 2020, ceea ce se traduce într-o amprentă materială per locuitor de 13,7 tone. Cea mai recentă scădere a amprentei materiale este probabil rezultatul reducerii activității economice în timpul pandemiei și a condus la cea mai scăzută valoare înregistrată în ultimele două decenii. Cu toate acestea, creșterea semnificativă a consumului de materiale al UE până în 2019 sugerează că ar putea fi necesare eforturi suplimentare pentru a îndeplini obiectivele Pactului verde european, care solicită o reducere a presiunilor de mediu în paralel cu creșterea economică.
Amprenta consumului, un set de 16 indicatori dezvoltați de Centrul Comun de Cercetare (Joint Research Centre - JRC) al Comisiei Europene pentru a cuantifica impactul asupra mediului al consumului UE, relevă necesitatea unor eforturi suplimentare pentru reducerea consumului și atingerea obiectivelor politicii UE. Rezultatele arată că UE este responsabilă pentru o cantitate semnificativă de impacturi asupra mediului în afara granițelor sale. Impactul consumului UE asupra mediului în UE și în străinătate a crescut, de asemenea, cu aproximativ 4% între 2010 și 2021, datorită creșterii cantității de bunuri consumate. Cele mai mari creșteri s-au înregistrat la consumul de alimente (18%), electrocasnice (5%) și bunuri de uz casnic (5%).
Mai mult de jumătate din cantitatea de combustibili fosili și de minereuri metalice utilizate în UE sunt importate
Datele despre dependența de importul de materiale arată măsura în care o economie se bazează pe importuri pentru a-și satisface nevoile materiale. Dependența de importul de materiale este calculată ca raportul dintre importuri și aportul direct de materiale (ADM), care este suma importurilor și extracția internă. În 2021, importurile au reprezentat 22,9% din AMD al UE. Dependența de import a fost cea mai mare pentru combustibilii fosili, 70,7% în 2021, urmată de minereurile metalice cu 51,7%. Dependența UE de importurile de combustibili fosili a crescut cu aproximativ 10 puncte procentuale în ultimul deceniu (de la aproximativ 60%), în timp ce dependența de importurile de minereuri metalice a rămas stabilă. În schimb, UE își asigură aproape integral necesarul de minerale nemetalice din surse interne, cu o dependență de import de numai 3,3% în 2021.
Autosuficiența UE este relevantă în special pentru materiile prime critice (MPC), care se referă la materii prime care sunt de mare importanță pentru economia UE, combinate cu un risc ridicat asociat cu furnizarea acestora. Pentru a face față provocării de a asigura un acces fiabil și nestingherit la anumite materii prime, Comisia Europeană prezintă o listă de materii prime critice care este revizuită la fiecare trei ani. Lista MPC din 2023 conține 34 de materiale; sunt disponibile date privind autosuficiența UE pentru opt dintre ele. Acestea arată că autosuficiența UE a fost cea mai mare pentru cupru (62,3% în 2018), litiu (30,1%), spat fluor (29,0%) și aluminiu (9,8%). Cu toate acestea, economia UE era (aproape) complet dependentă de importurile de borat (0,0% autosuficiență), cobalt (2,6%), grafit natural (0,3%) și tantal (0,0%). Pentru a asigura accesul la o aprovizionare sigură și durabilă cu materii prime esențiale necesare pentru ca UE să își atingă obiectivele climatice și digitale pentru 2030, Comisia a propus un act normativ privind materiile prime critice (MPC). Adoptarea sa ar stabili criterii de referință pentru capacitățile interne, cum ar fi extracția sau reciclarea, care trebuie îndeplinite până în 2030.
Productivitatea resurselor și a energiei au crescut în UE pe parcursul perioadei de cinci ani evaluate
Productivitatea resurselor monitorizează volumul producției unei economii în funcție de cantitatea de materiale utilizate și poate oferi informații despre decuplarea între utilizarea resurselor naturale și creșterea economică. Se măsoară ca raport dintre produsul intern brut (PIB) și consumul intern de materiale (CIM). Între 2016 și 2021, economia UE (în termeni de PIB) a crescut cu 6,3%, în timp ce CIM a crescut într-un ritm mai lent, cu 4,5% în aceeași perioadă. Aceasta a dus la o creștere cu 1,4% a productivității resurselor UE, de la 2,06 euro/kg de CIM în 2016 la 2,09 euro/kg în 2021.
Similar cu productivitatea resurselor, productivitatea energetică măsoară producția economică (în termeni de PIB) per unitate de energie utilizată. Tendințele observate pentru productivitatea energetică sunt mai puternice decât pentru productivitatea resurselor, datorită reducerii mai mari a consumului de energie decât a utilizării materialelor. Între 2016 și 2021, productivitatea energetică în UE a crescut cu 9,1%, de la 7,8 euro/kgep (kg de echivalent petrol) la 8,5 euro/kgep. În aceeași perioadă, creșterea economică de 6,3% în UE a fost însoțită de o reducere a energiei brute disponibile (EBD) de 2,6%. Cu toate acestea, productivitatea energetică a scăzut cu 0,7% în 2021 față de anul precedent, ca urmare a creșterii EBD.
Consumul de substanțe chimice periculoase a crescut
Majoritatea produselor de zi cu zi folosite de companii și consumatori sunt produse cu ajutorul substanțelor chimice. Acest lucru le face să contribuie semnificativ la economia UE, cu vânzări de produse chimice în valoare de 594 miliarde euro în 2021. Consumul de substanțe chimice oferă beneficii societății, dar poate implica și riscuri pentru mediu și sănătate. Nivelul de risc depinde atât de pericolul prezentat de substanțele chimice, cât și de expunerea la acestea. Urmărirea volumelor de consum de substanțe chimice industriale (fabricate) care sunt periculoase pentru sănătatea umană și a mediului este, prin urmare, utilizată ca indicator pentru expunerea umană.
În 2021, în UE au fost consumate 226,0 milioane de tone de substanțe chimice periculoase, cantitate cu 8,3% mai mică decât cea consumată în 2006. Totuși, tendința pe termen scurt este negativă, consumul crescând cu 5,0% între 2016 și 2021.
Emisiile medii de CO2 de la autoturismele noi au scăzut în ultimul deceniu
Autoturismele sunt responsabile pentru o parte considerabilă din totalul emisiilor de gaze cu efect de seră (GES) ale UE. Pentru a reduce aceste emisii, UE a stabilit obiective pentru emisiile medii la nivelul întregii flote de autoturisme noi. Pentru noul parc auto al fiecărui producător, se stabilește un obiectiv specific obligatoriu de emisii pentru noile sale vehicule, astfel încât să fie îndeplinit obiectivul general pentru emisiile medii ale flotei UE.
Între 2007 și 2020, datele privind emisiile medii de CO2 pe km de la autoturismele noi au fost colectate pe baza procedurii Noul Ciclu de Conducere European (New European Driving Cycle - NEDC). În 2021, colectarea datelor s-a bazat pentru prima dată pe Procedura armonizată mondială de testare a vehiculelor ușoare (World Harmonized Light-Vehicle Test Procedure - WLTP). Comparativ cu fosta procedură NEDC, aceasta duce la valori mai mari ale emisiilor, care sunt mai reprezentative pentru emisiile vehiculelor atunci când sunt utilizate în trafic. Pentru a se asigura că obiectivele producătorilor sunt la fel de stricte, acestea au fost convertite pentru a reprezenta mai degrabă condițiile WLTP decât NEDC.
Datele culese conform NEDC arată că emisiile medii de CO2 pe km de la autoturismele noi înmatriculate în UE au scăzut aproape continuu între 2007 și 2020, ajungând la 107,9 g/km (grame pe kilometru). Aceasta reprezintă o reducere de 9,4% în perioada de cinci ani începând cu 2015. Cele mai recente date colectate conform WLTP arată că emisiile medii de CO2 pe km de la autoturismele noi au fost de 116,3 g/km în 2021.
Înlocuirea mașinilor convenționale cu vehicule cu emisii zero este un pas esențial către atingerea obiectivelor UE de reducere a emisiilor de gaze cu efect de seră, așa cum sunt stabilite în Legea europeană privind clima și Planul UE privind ținta climatică pentru 2030, și către neutralitatea climatică până în 2050. Potrivit datelor de la Observatorul European al Combustibililor Alternativi și din statisticile statelor membre, ponderea vehiculelor cu emisii zero (inclusiv vehicule electrice cu baterie și vehicule cu hidrogen) pentru autoturismele nou înmatriculate în UE a crescut de la 0,5% în 2016 la 9,4% în 2021. Datele preliminare pentru 2022 arată o creștere suplimentară la aproximativ 12%. Cu toate acestea, ponderea diferă considerabil între țările europene. În cadrul UE, Țările de Jos au raportat în 2021 cea mai mare pondere, de 19,8%, urmate de Suedia cu 19,0% și Austria cu 13,9%. În schimb, vehiculele cu emisii zero au reprezentat mai puțin de 1% din autoturismele nou înmatriculate în Bulgaria și Cipru.

### Economie verde
O altă modalitate de a ajuta la decuplarea impactului asupra mediului de creșterea economică este creșterea ponderii economiei verzi. Sectorul bunurilor și serviciilor de mediu este partea economiei care produce bunurile și serviciile utilizate în activitățile de protecție a mediului și managementul resurselor. Astfel de bunuri și servicii pot include, de exemplu, produse pentru prevenirea, măsurarea, controlul, limitarea, reducerea la minimum sau corectarea daunelor asupra mediului și epuizării resurselor. Creșterea cotei de piață a tehnologiilor verzi în UE poate avea, de asemenea, beneficii socio-economice importante în ceea ce privește valoarea adăugată și ocuparea forței de muncă.
Creșterea valorii adăugate a sectorului bunurilor și serviciilor de mediu a depășit creșterea economică generală
Valoarea adăugată brută în sectorul bunurilor și serviciilor de mediu din UE a crescut cu 68,6% în perioada de 15 ani evaluată, de la 178,0 miliarde euro în 2005 la 300,1 miliarde euro în 2020. Creșterea din sectoarele energiei regenerabile și eficienței energetice, împreună cu creșterea cheltuielilor privind infrastructura verde, sunt printre principalii factori ai acestei dezvoltări. În raport cu întreaga economie, sectorul bunurilor și serviciilor de mediu a crescut, în termeni de valoare adăugată brută, de la 1,7% din PIB în 2005 la 2,5% în 2020, ceea ce demonstrează că sectorul a crescut disproporționat mai rapid decât alte sectoare economice. În special valoarea adăugată brută a sectorului a continuat să crească în 2020, cu 1,9%, chiar dacă PIB-ul UE a scăzut cu 5,6% ca urmare a pandemiei COVID-19. Ocuparea forței de muncă (în echivalent normă întreagă) în sector a crescut, de asemenea, cu 47,5%, din 2005. În 2020, sectorul a oferit aproximativ 5 milioane de locuri de muncă echivalent cu normă întreagă în întreaga UE.

### Generarea și managementul deșeurilor
Modelele de producție și consum caracterizate prin fabricarea, utilizarea și eliminarea produselor într-un ritm din ce în ce mai rapid nu sunt sustenabile. Prin urmare, UE își propune să se îndrepte către o economie circulară în care materialele și resursele sunt păstrate în economie cât mai mult timp posibil (prin reparare, reciclare și reutilizare) iar generarea de deșeuri este minimizată sau chiar prevenită. Deoarece deșeurile conțin resurse, reciclarea poate reintroduce aceste materiale în economie și poate asigura reutilizarea lor pentru a păstra valoarea încorporată în ele.
Generarea de deșeuri a scăzut, dar UE nu este pe cale să își atingă obiectivul de utilizare circulară a materialelor
În 2020, 2,2 miliarde de tone de deșeuri au fost generate în UE de către toate activitățile economice și gospodăriile, ceea ce corespunde unei valori de 4.813 kg de deșeuri per locuitor. Aproape două treimi (64,0% sau 3,1 tone per locuitor) din aceste deșeuri au fost deșeuri minerale majore, inclusiv resturi de dragare și soluri contaminate care provin în principal din sectoarele minier și construcții. Din totalul deșeurilor, 4,4% au fost periculoase pentru sănătate sau mediu, corespunzând unei valori de 214 kg per rezident în 2020. Per total, cantitatea de deșeuri generată în UE a scăzut cu 4,7% între 2016 și 2020, probabil ca urmare a încetinirii economice cauzată de pandemie în 2020.
Deșeurile totale, excluzând deșeurile minerale majore, au constituit o treime (36%), respectiv 775 milioane de tone din totalul deșeurilor generate în UE în 2020. Din această cantitate, 212 milioane de tone au fost generate de serviciile de apă și apă uzată, urmate de gospodării (196 milioane de tone) și activitățile de producție (167 milioane de tone). În 2020, deșeurile alimentare au reprezentat 59 milioane de tone în UE. Mai mult de jumătate (53,5%) din deșeurile alimentare au fost generate de activitățile casnice, urmate de fabricarea produselor alimentare și a băuturilor (20,2%) și producția primară de alimente (10,4%).
Dacă nu sunt gestionate în mod durabil, toate aceste deșeuri au un impact uriaș asupra mediului, cauzând poluare și emisii de gaze cu efect de seră și pierderi semnificative de materiale. Reciclarea deșeurilor și reintroducerea lor în economie ca materii prime secundare este crucială pentru reducerea cererii UE de materii prime primare și se bazează în mare măsură pe sisteme îmbunătățite de gestionare a deșeurilor. Între 2006 și 2021, rata de utilizare circulară a materialelor (ponderea materialelor utilizate derivate din deșeurile colectate) a UE a crescut de la 9,1% la 11,7%. Din 2019, însă, rata a scăzut cu 0,3 puncte procentuale, ceea ce înseamnă că UE va trebui să facă progrese mai mari în următorii câțiva ani pentru a-și îndeplini obiectivul ca, în 2030, 23,4% din materialele pe care le folosește să provină din deșeurile colectate.
Datele privind reciclarea deșeurilor, cu excepția deșeurilor minerale majore, arată că 58% din deșeurile UE au fost reciclate în 2020. Diferența dintre această rată relativ ridicată de reciclare la sfârșitul vieții și rata de utilizare circulară a materialelor (11,7% în 2021) poate părea surprinzătoare. Cu toate acestea, gradul relativ scăzut de circularitate din UE poate fi atribuit unor bariere structurale. În primul rând, o mare parte din materialele extrase, în special mineralele, sunt folosite pentru a construi și întreține clădiri, elemente de infrastructură și alte bunuri cu durată lungă de viață și nu sunt ușor disponibile pentru reciclare. A doua barieră este cantitatea mare de materiale folosite pentru a genera energie. Pentru aceste materiale, în special pentru combustibilii fosili, închiderea buclei este cu greu posibilă, iar ponderea mare a acestor materiale menține gradul de circularitate scăzut.

## Prezentarea principalilor indicatori

### Amprenta materială

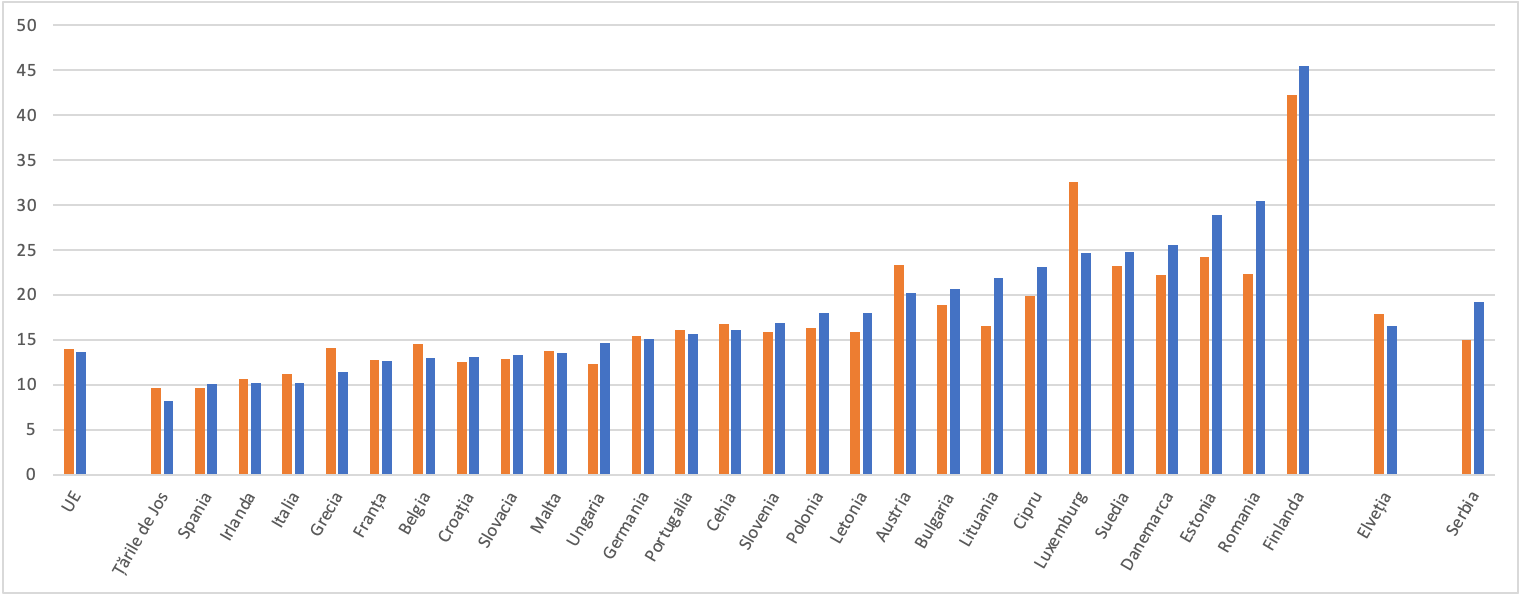
2015
2020
Sursa: Eurostat (online data code: sdg_12_121)

Amprenta materială, denumită și „consum de materii prime” (CMP), reprezintă cererea globală pentru extracția de materiale (minerale, minereuri metalice, biomasă, materiale energetice fosile) indusă de consumul de bunuri și servicii într-o zonă geografică de referință. Datele pentru amprenta materială provin din conturile fluxului de materiale, care modelează fluxurile de resurse naturale din mediu în economie. Acestea includ extracția internă a materialelor măsurată în tone de material brut, precum și importurile și exporturile măsurate prin estimări ale echivalentelor de materii prime ale produselor comercializate (extracția internă și în străinătate necesară pentru producerea produselor comercializate). CMP măsoară astfel cantitatea de extracție necesară pentru a produce bunurile cerute de utilizatorii finali în zona geografică de referință, indiferent de locul în care a avut loc extracția materialului.
| Loc | Țară              | 2014   | 2015   | 2016   | 2017   | 2018   | 2019   | 2020   | 2021   | 2022   |
|     |                   |        |        |        |        |        |        |        |        |        |
| --- | ----------------- | ------ | ------ | ------ | ------ | ------ | ------ | ------ | ------ | ------ |
| -   | Uniunea Europeană | 14,3 s | 13,9 s | 14,0 s | 14,0 s | 14,0 s | 14,2 s | 14,5 s | 14,5 s | 13,7 s |
| 1   | Țările de Jos     | 8,2 s  | 7,9 s  | 8,5    | 9,7    | 8,0    | 7,3    | 8,6    | 8,6    | 8,2    |
| 2   | Spania            | 9,9 s  | 9,0 s  | 8,8 s  | 9,6 s  | 9,6 s  | 9,9 s  | 11,0 s | 10,3 s | 10,0 s |
| 3   | Irlanda           | 11,1 s | 14,2 s | 12,1 s | 10,7 s | 11,8 s | 12,0 s | 12,2 s | 13,4 s | 10,2 s |
| 4   | Italia            | 12,3   | 11,1   | 11,2   | 11,2   | 11,3   | 11,4   | 11,8   | 11,1   | 10,2   |
| 5   | Grecia            | 15,7 s | 14,4 s | 14,7 s | 14,1 s | 13,0 s | 13,1 s | 12,1 s | 12,3 s | 11,4 s |
| 6   | Franța            | 13,7   | 13,7   | 13,6   | 12,8   | 12,7   | 13,8   | 13,7   | 13,8   | 12,7   |
| 7   | Belgia            | 14,1   | 13,4   | 14,5   | 14,5   | 14,0   | 13,4   | 14,9   | 12,8   | 13,0   |
| 8   | Croația           | 12,5 s | 12,8 s | 11,6 s | 12,5 s | 12,5 s | 13,3 s | 13,7 s | 14,4 s | 13,1 s |
| 9   | Slovacia          | 13,8 s | 14,9 s | 14,9 s | 12,9 s | 13,4 s | 14,1 s | 14,6 s | 13,8 s | 13,3 s |
| 10  | Malta             | 11,1   | 11,8   | 11,3   | 13,7   | 11,1   | 10,5   | 9,5    | 12,3   | 13,5   |
| 11  | Ungaria           | 8,1 s  | 9,4 s  | 12,4 s | 12,3 s | 11,9 s | 13,6 s | 15,0 s | 16,0 s | 14,6 s |
| 12  | Germania          | 16,2   | 16,1   | 16,1   | 15,4   | 15,9   | 16,3   | 16,1   | 15,9 s | 15,1 s |
| 13  | Portugalia        | 16,4   | 14,4   | 15,9   | 16,1   | 15,1   | 17,1   | 16,7   | 17,2   | 15,6   |
| 14  | Cehia             | 14,8   | 15,1   | 16,0   | 16,8   | 16,7   | 17,6   | 17,6   | 17,3   | 16,1   |
| 15  | Slovenia          | 15,8 s | 16,6 s | 15,9 s | 15,8 s | 15,0 s | 15,1 s | 16,5 s | 16,2 s | 16,9 s |
| 16  | Polonia           | 16,8 s | 15,5 s | 15,6 s | 16,3 s | 16,8 s | 18,3 s | 19,0 s | 18,5 s | 18,0 s |
| 17  | Letonia           | 13,6   | 14,8 s | 14,8 s | 15,9 s | 14,4 s | 16,2 s | 17,5 s | 17,8 s | 18,0 s |
| 18  | Austria           | 24,6   | 23,8   | 24,3   | 23,4   | 23,7   | 23,6   | 23,9   | 23,5   | 20,2 s |
| 19  | Bulgaria          | 15,4 s | 16,2 s | 17,9 s | 18,9 s | 17,5 s | 18,3 s | 21,2 s | 21,7 s | 20,7 s |
| 20  | Lituania          | 14,6   | 17,4   | 17,3   | 16,6   | 18,0   | 20,3   | 20,2   | 20,6   | 21,9   |
| 21  | Cipru             | 23,0   | 18,0   | 17,6   | 19,9   | 20,7   | 23,5   | 23,0   | 24,6   | 23,1   |
| 22  | Luxemburg         | 29,1   | 29,8   | 29,3   | 32,6   | 29,4   | 31,2   | 28,1   | 27,2   | 24,7   |
| 23  | Suedia            | 24,1 s | 25,9 s | 23,1 s | 23,3 s | 25,3 s | 24,0 s | 25,8 s | 26,4 s | 24,8 s |
| 24  | Danemarca         | 22,4   | 20,9   | 21,3   | 22,2   | 22,7   | 23,4   | 23,0   | 24,2 s | 25,6 s |
| 25  | Estonia           | 26,0   | 26,0   | 23,7   | 24,2   | 23,3   | 28,0   | 29,7   | 27,7   | 28,9   |
| 26  | România           | 17,9   | 17,7   | 18,6   | 22,3   | 22,9   | 21,5   | 23,3   | 27,9   | 30,4   |
| 27  | Finlanda          | 46,3 s | 52,5 s | 45,7 s | 42,2 s | 43,9 s | 42,0 s | 47,7 s | 45,7 s | 45,5 s |

| Loc | Țară    | 2014 | 2015 | 2016 | 2017 | 2018 | 2019 | 2020 | 2021 | 2022 |
| --- | ------- | ---- | ---- | ---- | ---- | ---- | ---- | ---- | ---- | ---- |
| -   | Elveția | 18,1 | 18,5 | 17,8 | 17,9 | 18,3 | 17,9 | 17,3 | 17,5 | 16,5 |
|     |         |      |      |      |      |      |      |      |      |      |
| -   | Serbia  | 14,1 | 14,7 | 14,5 | 15,0 | 16,7 | 16,4 | 17,5 | 19,4 | 19,2 |

b - întrerupere în seriile temporale

e - date estimate

bu - întrerupere în seriile temporale, date cu acuratețe redusă

s - date estimate Eurostat

Sursa: Eurostat (online data code: sdg_12_21

### Consumul de substanțe chimice periculoase

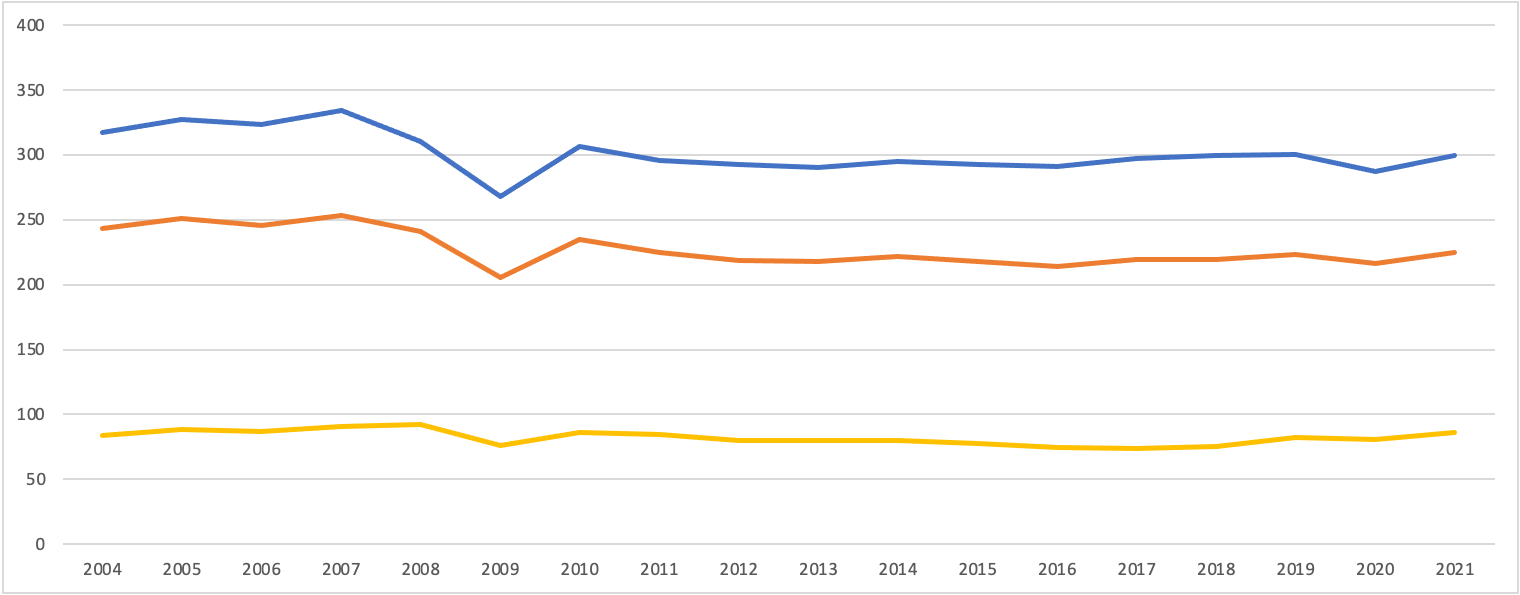
consum de substanțe chimice - total
consum de substanțe chimice periculoase pentru sănătate
consum de substanțe chimice periculoase pentru mediu
Sursa: Eurostat (online data code: sdg_12_10)

Acest indicator măsoară consumul de substanțe chimice toxice, exprimat în milioane de tone. Consumul de substanțe chimice se calculează ca suma dintre volumele de producție și volumele nete de import ale substanțelor chimice conform relației: consum = producție + importuri – exporturi. Cele două subcategorii de substanțe chimice periculoase (periculoase pentru sănătatea umană și periculoase pentru mediu) se suprapun prin definiție și, prin urmare, suma lor nu este egală cu consumul total de substanțe chimice periculoase.
|   | 2004                                                    | 2005                                                    | 2006                                                    | 2007                                                    | 2008                                                    | 2009                                                    | 2010                                                    | 2011                                                    | 2012                                                    | 2013                                                    | 2014                                                    | 2015                                                    | 2016                                                    | 2017                                                    | 2018                                                    | 2019                                                    | 2020                                                    | 2021                                                    |
| - | ------------------------------------------------------- | ------------------------------------------------------- | ------------------------------------------------------- | ------------------------------------------------------- | ------------------------------------------------------- | ------------------------------------------------------- | ------------------------------------------------------- | ------------------------------------------------------- | ------------------------------------------------------- | ------------------------------------------------------- | ------------------------------------------------------- | ------------------------------------------------------- | ------------------------------------------------------- | ------------------------------------------------------- | ------------------------------------------------------- | ------------------------------------------------------- | ------------------------------------------------------- | ------------------------------------------------------- |
| 1 | Consum de substanțe chimice - total                     | Consum de substanțe chimice - total                     | Consum de substanțe chimice - total                     | Consum de substanțe chimice - total                     | Consum de substanțe chimice - total                     | Consum de substanțe chimice - total                     | Consum de substanțe chimice - total                     | Consum de substanțe chimice - total                     | Consum de substanțe chimice - total                     | Consum de substanțe chimice - total                     | Consum de substanțe chimice - total                     | Consum de substanțe chimice - total                     | Consum de substanțe chimice - total                     | Consum de substanțe chimice - total                     | Consum de substanțe chimice - total                     | Consum de substanțe chimice - total                     | Consum de substanțe chimice - total                     | Consum de substanțe chimice - total                     |
|   | 317,1                                                   | 327,2                                                   | 323,1                                                   | 334,1                                                   | 310,2                                                   | 268,1                                                   | 306,3                                                   | 295,5                                                   | 292,6                                                   | 289,9                                                   | 294,9                                                   | 292,5                                                   | 290,8                                                   | 297,5                                                   | 299,3                                                   | 300,4                                                   | 287,1                                                   | 299,4                                                   |
| 2 | Consum de substanțe chimice periculoase                 | Consum de substanțe chimice periculoase                 | Consum de substanțe chimice periculoase                 | Consum de substanțe chimice periculoase                 | Consum de substanțe chimice periculoase                 | Consum de substanțe chimice periculoase                 | Consum de substanțe chimice periculoase                 | Consum de substanțe chimice periculoase                 | Consum de substanțe chimice periculoase                 | Consum de substanțe chimice periculoase                 | Consum de substanțe chimice periculoase                 | Consum de substanțe chimice periculoase                 | Consum de substanțe chimice periculoase                 | Consum de substanțe chimice periculoase                 | Consum de substanțe chimice periculoase                 | Consum de substanțe chimice periculoase                 | Consum de substanțe chimice periculoase                 | Consum de substanțe chimice periculoase                 |
|   | 244,3                                                   | 251,8                                                   | 246,5                                                   | 254,2                                                   | 241,9                                                   | 206,2                                                   | 235,6                                                   | 225,6                                                   | 219,8                                                   | 218,9                                                   | 223,1                                                   | 219,0                                                   | 215,3                                                   | 220,1                                                   | 220,6                                                   | 224,2                                                   | 217,1                                                   | 226,0                                                   |
| 3 | Consum de substanțe chimice periculoase pentru sănătate | Consum de substanțe chimice periculoase pentru sănătate | Consum de substanțe chimice periculoase pentru sănătate | Consum de substanțe chimice periculoase pentru sănătate | Consum de substanțe chimice periculoase pentru sănătate | Consum de substanțe chimice periculoase pentru sănătate | Consum de substanțe chimice periculoase pentru sănătate | Consum de substanțe chimice periculoase pentru sănătate | Consum de substanțe chimice periculoase pentru sănătate | Consum de substanțe chimice periculoase pentru sănătate | Consum de substanțe chimice periculoase pentru sănătate | Consum de substanțe chimice periculoase pentru sănătate | Consum de substanțe chimice periculoase pentru sănătate | Consum de substanțe chimice periculoase pentru sănătate | Consum de substanțe chimice periculoase pentru sănătate | Consum de substanțe chimice periculoase pentru sănătate | Consum de substanțe chimice periculoase pentru sănătate | Consum de substanțe chimice periculoase pentru sănătate |
|   | 243,5                                                   | 251,0                                                   | 245,7                                                   | 253,3                                                   | 240,9                                                   | 205,5                                                   | 234,6                                                   | 224,6                                                   | 218,8                                                   | 217,9                                                   | 221,9                                                   | 217,9                                                   | 214,3                                                   | 219,1                                                   | 219,7                                                   | 223,1                                                   | 216,0                                                   | 224,8                                                   |
| 4 | Consum de substanțe chimice periculoase pentru mediu    | Consum de substanțe chimice periculoase pentru mediu    | Consum de substanțe chimice periculoase pentru mediu    | Consum de substanțe chimice periculoase pentru mediu    | Consum de substanțe chimice periculoase pentru mediu    | Consum de substanțe chimice periculoase pentru mediu    | Consum de substanțe chimice periculoase pentru mediu    | Consum de substanțe chimice periculoase pentru mediu    | Consum de substanțe chimice periculoase pentru mediu    | Consum de substanțe chimice periculoase pentru mediu    | Consum de substanțe chimice periculoase pentru mediu    | Consum de substanțe chimice periculoase pentru mediu    | Consum de substanțe chimice periculoase pentru mediu    | Consum de substanțe chimice periculoase pentru mediu    | Consum de substanțe chimice periculoase pentru mediu    | Consum de substanțe chimice periculoase pentru mediu    | Consum de substanțe chimice periculoase pentru mediu    | Consum de substanțe chimice periculoase pentru mediu    |
|   | 83,5                                                    | 88,7                                                    | 86,7                                                    | 90,7                                                    | 92,1                                                    | 75,9                                                    | 86,2                                                    | 84,4                                                    | 79,7                                                    | 79,6                                                    | 80,2                                                    | 77,5                                                    | 74,8                                                    | 74,0                                                    | 75,5                                                    | 82,1                                                    | 81,0                                                    | 86,4                                                    |

Sursa: Eurostat (online data code: sdg_12_10)

### Emisiile medii de CO2de la autoturismele noi
Acest indicator este definit ca emisiile medii de dioxid de carbon (CO2) per km de la autoturismele noi înmatriculate într-un anumit an. Emisiile raportate se bazează pe omologarea de tip și se pot abate de la emisiile reale de CO2 ale autoturismelor noi. Datele prezentate în această secțiune sunt furnizate de Comisia Europeană, Direcția Generală pentru Acțiune Climatică și Agenția Europeană de Mediu. Datele până în (și inclusiv) 2020 au fost colectate conform procedurii Noul Ciclu European de Conducere (New European Driving Cycle - NEDC), în timp ce colectarea datelor ulterior anului 2021 se bazează pe Procedura armonizată mondială de testare a vehiculelor ușoare (World Harmonized Light-Vehicle Test Procedure - WLTP).
| Loc | Țară              | 2013  | 2014  | 2015  | 2016  | 2017  | 2018  | 2019  | 2020  | 2021     |
|     |                   |       |       |       |       |       |       |       |       |          |
| --- | ----------------- | ----- | ----- | ----- | ----- | ----- | ----- | ----- | ----- | -------- |
| -   | Uniunea Europeană | 126,4 | 123,1 | 119,1 | 117,6 | 118,0 | 120,1 | 122,1 | 107,9 | 116,3 bp |
| 1   | Suedia            | 133,2 | 131,0 | 126,3 | 123,1 | 122,3 | 122,2 | 119,7 | 93,5  | 88,3 bp  |
| 2   | Danemarca         | 112,7 | 110,2 | 106,2 | 106,0 | 107,1 | 109,6 | 111,9 | 95,4  | 92,6 bp  |
| 3   | Țările de Jos     | 109,1 | 107,3 | 101,2 | 105,9 | 108,3 | 105,5 | 98,4  | 85,7  | 95,1 bp  |
| 4   | Finlanda          | 131,8 | 127,4 | 123,0 | 120,0 | 118,2 | 116,7 | 115,3 | 99,6  | 98,3 bp  |
| 5   | Malta             | 118,7 | 115,3 | 113,3 | 111,8 | 111,0 | 107,7 | 109,1 | 105,1 | 103,5 bp |
| 6   | Portugalia        | 112,2 | 108,8 | 105,7 | 104,7 | 104,7 | 106,1 | 109,4 | 97,5  | 107,1 bp |
| 7   | Franța            | 117,4 | 114,2 | 111,0 | 109,8 | 110,4 | 112,2 | 113,8 | 98,5  | 108,6 bp |
| 8   | Irlanda           | 120,7 | 117,1 | 114,1 | 112,0 | 111,6 | 113,3 | 113,8 | 106,1 | 112,6 bp |
| 9   | Germania          | 136,1 | 132,5 | 128,3 | 126,9 | 127,2 | 129,5 | 131,2 | 113,5 | 113,6 bp |
| 10  | Austria           | 131,6 | 128,5 | 123,7 | 120,4 | 120,7 | 123,0 | 125,5 | 112,3 | 116,2 bp |
| 11  | Belgia            | 124,0 | 121,3 | 117,9 | 115,9 | 115,9 | 119,4 | 121,5 | 107,7 | 117,0 bp |
| 12  | Grecia            | 111,9 | 108,2 | 106,4 | 106,3 | 108,8 | 111,4 | 115,6 | 107,3 | 119,7 bp |
| 13  | Luxemburg         | 133,4 | 129,9 | 127,5 | 126,1 | 127,0 | 131,4 | 133,0 | 119,7 | 123,8 bp |
| 14  | Italia            | 121,1 | 118,1 | 115,2 | 113,3 | 113,3 | 115,9 | 119,4 | 108,3 | 124,6 bp |
| 15  | România           | 132,1 | 128,2 | 125,0 | 122,0 | 120,6 | 121,5 | 124,3 | 115,4 | 126,5 bp |
| 16  | Spania            | 122,4 | 118,6 | 115,3 | 114,4 | 115,0 | 118,1 | 121,3 | 111,1 | 126,8 bp |
| 17  | Croația           | 127,1 | 115,8 | 112,8 | 111,5 | 113,1 | 115,3 | 119,4 | 111,7 | 129,0 bp |
| 18  | Ungaria           | 134,4 | 133,0 | 129,6 | 125,9 | 125,6 | 127,9 | 129,7 | 116,6 | 133,0 bp |
| 19  | Slovenia          | 125,6 | 121,3 | 119,2 | 119,0 | 119,6 | 120,9 | 123,8 | 114,2 | 133,9 bp |
| 20  | Lituania          | 139,8 | 135,8 | 130,0 | 126,2 | 127,4 | 128,6 | 132,0 | 119,3 | 135,7 bp |
| 21  | Cehia             | 134,6 | 131,6 | 126,3 | 121,2 | 124,1 | 126,0 | 128,7 | 120,6 | 135,9 bp |
| 22  | Polonia           | 138,1 | 132,9 | 129,3 | 125,8 | 127,6 | 129,8 | 130,4 | 121,7 | 136,2 bp |
| 23  | Slovacia          | 135,1 | 131,7 | 127,6 | 124,8 | 126,1 | 127,6 | 130,4 | 120,2 | 139,2 bp |
| 24  | Bulgaria          | 141,7 | 135,9 | 130,3 | 125,8 | 126,2 | 126,7 | 130,2 | 121,5 | 139,8 bp |
| 25  | Letonia           | 147,1 | 140,4 | 137,1 | 128,9 | 128,8 | 128,8 | 127,9 | 119,4 | 142,5 bp |
| 26  | Estonia           | 147,0 | 140,9 | 137,2 | 133,9 | 132,8 | 132,4 | 130,1 | 121,0 | 142,6 bp |
| 27  | Cipru             | 139,2 | 129,8 | 125,7 | 123,5 | 122,2 | 123,4 | 126,7 | 125,1 | 145,8 bp |

| Loc | Țară     | 2013 | 2014 | 2015 | 2016 | 2017 | 2018  | 2019  | 2020 | 2021    |
| --- | -------- | ---- | ---- | ---- | ---- | ---- | ----- | ----- | ---- | ------- |
| -   | Norvegia | N/A  | N/A  | N/A  | N/A  | N/A  | N/A   | 59,9  | 37,9 | 27,6 bp |
| -   | Islanda  | N/A  | N/A  | N/A  | N/A  | N/A  | 116,8 | 114,3 | 80,0 | 80,3 bp |

bp - întrerupere în seriile temporale, date provizorii

Sursa: Eurostat (online data code: sdg_12_30)
| Loc | Țară              | 2014    | 2015    | 2016    | 2017    | 2018    | 2019    | 2020    | 2021     | 2022     |
|     |                   |         |         |         |         |         |         |         |          |          |
| --- | ----------------- | ------- | ------- | ------- | ------- | ------- | ------- | ------- | -------- | -------- |
| -   | Uniunea Europeană | 0,305 s | 0,421 s | 0,461 s | 0,683 s | 1,750 s | 1,924 s | 5,366 s | 9,390 s  | 12,460 s |
| 1   | Țările de Jos     | 0,752   | 0,716   | 1,440   | 1,922   | 5,411   | 13,859  | 20,540  | 19,788   | 23,347 s |
| 2   | Suedia            | 0,391   | 0,806   | 0,776   | 1,114   | 1,957   | 4,305   | 9,526   | 18,955   | 32,912   |
| 3   | Austria           | 0,423   | 0,546   | 1,162   | 1,538   | 1,983   | 2,812   | 6,427   | 13,920   | 15,894 s |
| 4   | Germania          | 0,281 s | 0,388 s | 0,349 s | 0,732 s | 1,540 s | 1,760 s | 6,665 s | 13,593 s | 17,545 s |
| 5   | Danemarca         | 0,831   | 0,619   | 0,575   | 0,319   | 0,709   | 2,442   | 7,168   | 13,372   | 20,635   |
| 6   | Luxemburg         | 0,500 s | 0,970 s | 0,320 s | 0,703 s | 0,932 s | 1,872 s | 5,473 s | 10,473 s | 15,822 s |
| 7   | Finlanda          | 0,172   | 0,223   | 0,187   | 0,423   | 0,644   | 1,661   | 4,403   | 10,310   | 17,789 s |
| 8   | Franța            | 0,598   | 0,916   | 1,970   | 1,201   | 1,447   | 1,948   | 6,732   | 9,844    | 13,280 s |
| 9   | Portugalia        | 0,139 s | 0,388 s | 0,396 s | 0,853   | 1,954   | 3,760   | 5,444   | 9,240    | 11,392 s |
| 10  | Irlanda           | 0,231 s | 0,380 s | 0,269 s | 0,472 s | 0,974 s | 2,906 s | 4,411 s | 8,469 s  | 14,903 s |
| 11  | Malta             | 0,000 s | 0,321   | 0,260   | 0,309   | 3,486   | 3,650   | 3,868   | 7,924    | 1,938 s  |
| 12  | Belgia            | 0,239 s | 0,270 s | 0,379 s | 0,493 s | 0,677 s | 1,596 s | 3,432 s | 5,804 s  | 10,328 s |
| 13  | România           | 0,240 s | 0,340 s | 0,720 s | 0,217 s | 0,361 s | 0,932 s | 2,251 s | 5,234 s  | 8,935 s  |
| 14  | Italia            | 0,850 s | 0,990 s | 0,810 s | 0,106 s | 0,265 s | 0,546 s | 2,153 s | 4,555 s  | 3,754 s  |
| 15  | Lituania          | 0,000 s | 0,880 s | 0,295 s | 0,189 s | 0,469 s | 0,366 s | 1,174   | 4,527    | 6,245 s  |
| 16  | Ungaria           | 0,470   | 0,150   | 0,182   | 0,644   | 0,951   | 1,160   | 2,377   | 3,534    | 1,170 s  |
| 17  | Letonia           | 1,321   | 0,119 s | 0,113   | 0,240   | 0,454   | 0,626   | 2,557   | 3,283    | 6,395 s  |
| 18  | Slovenia          | 0,240 s | 0,203 s | 0,233 s | 0,410 s | 0,699 s | 0,956 s | 3,223 s | 3,260 s  | 5,200 s  |
| 19  | Croația           | 0,410 s | 0,201 s | 0,105 s | 0,140 s | 0,217 s | 0,381 s | 1,480 s | 3,181 s  | 3,380 s  |
| 20  | Spania            | 0,113   | 0,250   | 0,288   | 0,544   | 0,783   | 1,400   | 2,119   | 2,808    | 3,862 s  |
| 21  | Grecia            | 0,540 s | 0,420 s | 0,250 s | 0,420 s | 0,750 s | 0,165 s | 0,852 s | 2,168 s  | 2,843 s  |
| 22  | Estonia           | 1,567 s | 0,142 s | 0,139   | 0,101 s | 0,316 s | 0,279 s | 1,783 s | 2,158 s  | 3,376 s  |
| 23  | Polonia           | 0,280 s | 0,320 s | 0,380 s | 0,104 s | 0,130 s | 0,263 s | 0,857 s | 1,621 s  | 2,697 s  |
| 24  | Cehia             | 0,300 s | 0,136 s | 0,810 s | 0,139 s | 0,282 s | 0,314 s | 1,646 s | 1,549 s  | 2,480 s  |
| 25  | Slovacia          | 0,330 s | 0,190 s | 0,620 s | 0,222 s | 0,305 s | 0,163 s | 1,189 s | 1,505 s  | 1,918 s  |
| 26  | Bulgaria          | 0,000 s | 0,580 s | 0,540 s | 0,500 s | 0,507 s | 0,572 s | 1,356 s | 0,940 s  | 3,559 s  |
| 27  | Cipru             | 0,120   | 0,400   | 0,560   | 0,137   | 0,380   | 0,460   | 0,410   | 0,735    | 3,105 s  |

s - date estimate Eurostat

Sursa: Eurostat (online data code: road_eqr_zevpc)

### Emisiile medii de CO_{2} de la autoturismele noi

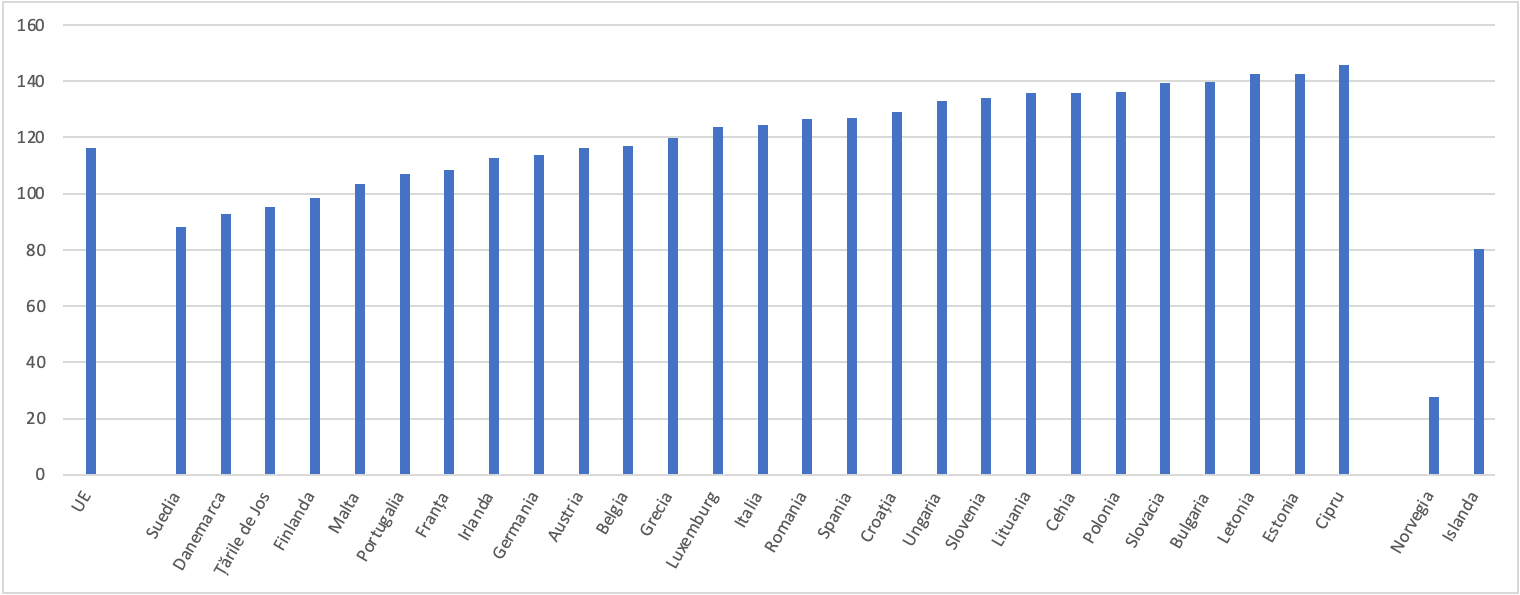
2021
Sursa: Eurostat (online data code: sdg_12_30)

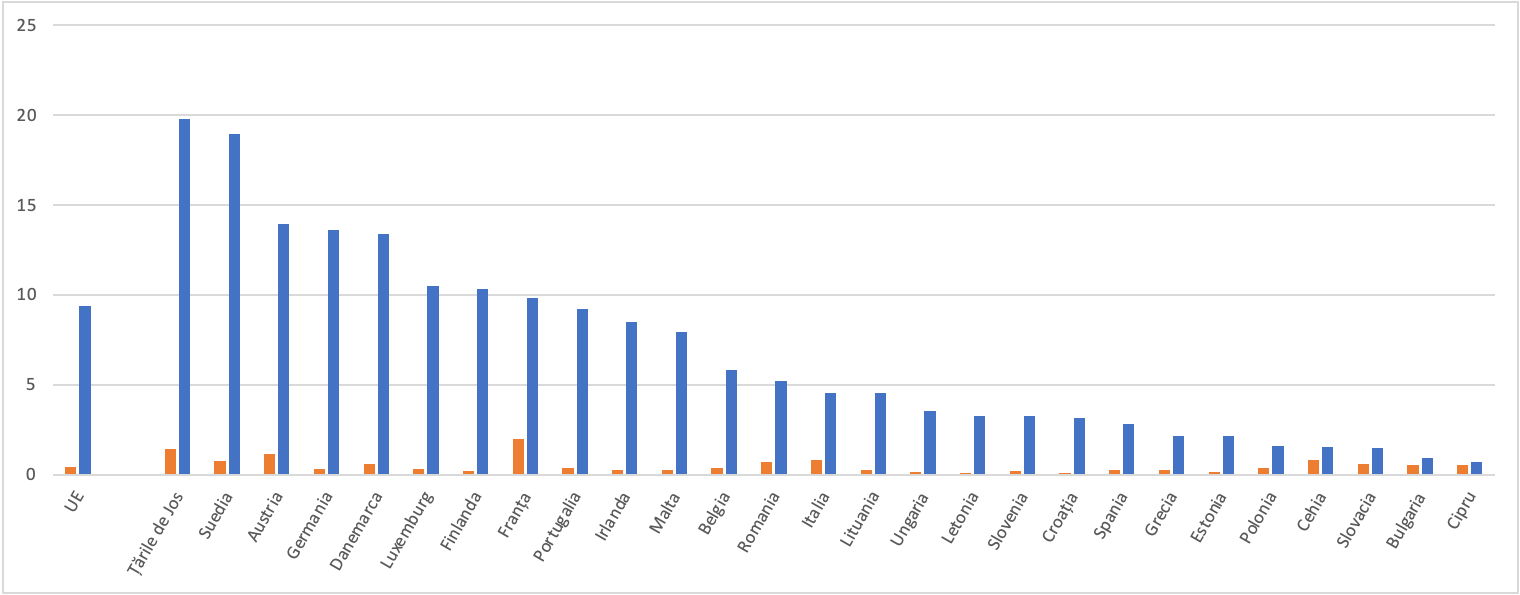
2016
2021
Sursa: Eurostat (online data code: road_eqr_zevpc)

### Valoarea adăugată brută în sectorul bunurilor și serviciilor de mediu

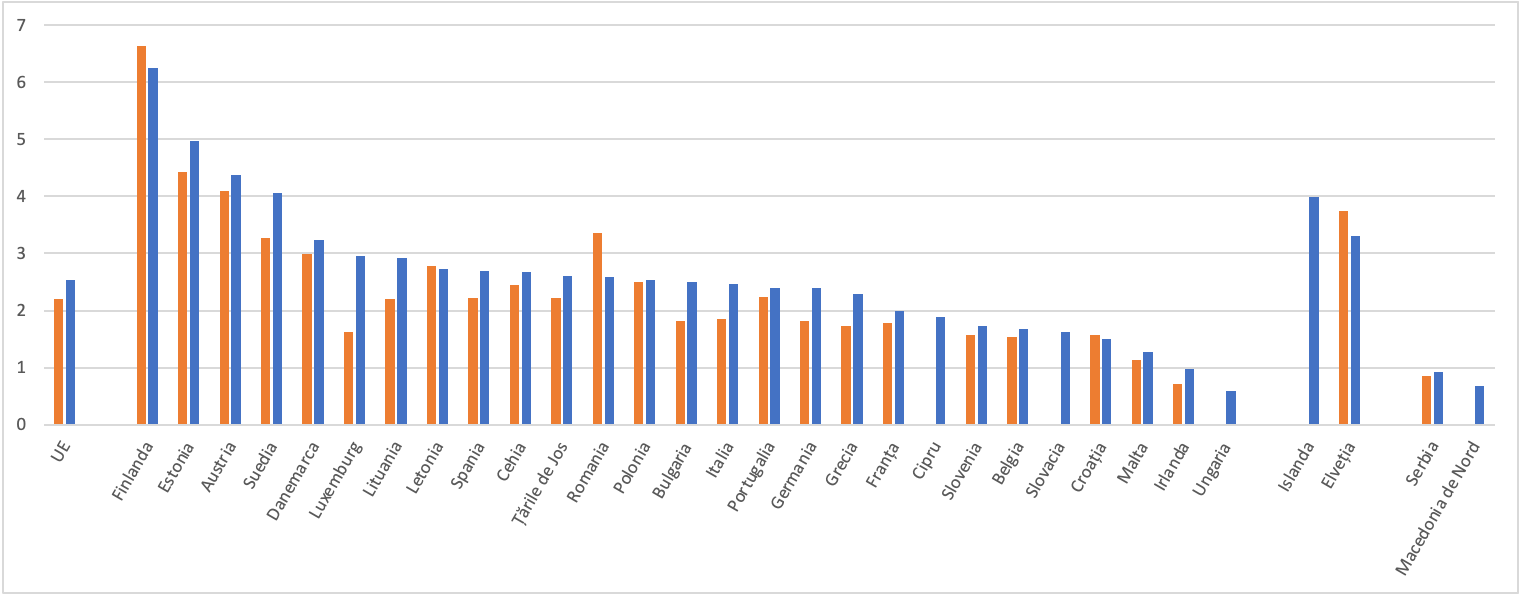
2015
2020
Sursa: Eurostat (online data code: sdg_12_61)

Sectorul bunurilor și serviciilor de mediu este definit ca acea parte a economiei unei țări care este angajată în producerea de bunuri și servicii utilizate în activitățile de protecție a mediului și de gestionare a resurselor, fie pe plan intern, fie în străinătate. Valoarea adăugată brută în sectorul bunurilor și serviciilor de mediu reprezintă contribuția acestui sector la PIB și este definită ca diferența dintre producția sectorului și consumul intermediar.
| Loc | Țară              | 2013   | 2014   | 2015   | 2016   | 2017   | 2018   | 2019   | 2020    | 2021   |
|     |                   |        |        |        |        |        |        |        |         |        |
| --- | ----------------- | ------ | ------ | ------ | ------ | ------ | ------ | ------ | ------- | ------ |
| -   | Uniunea Europeană | 2,24 s | 2,16 s | 2,20 s | 2,24 s | 2,24 s | 2,27 s | 2,34 s | 2,53 s  | N/A    |
| 1   | Finlanda          | N/A    | 6,34   | 6,63   | 6,74   | 6,92   | 6,08   | 6,17   | 6,24    | 6,40   |
| 2   | Estonia           | N/A    | 3,94   | 4,43   | 4,87   | 4,72   | 4,59   | 4,53   | 4,97    | N/A    |
| 3   | Austria           | 4,44   | 4,30   | 4,09   | 4,28   | 4,34   | 4,25   | 4,26   | 4,38    | N/A    |
| 4   | Suedia            | 3,22   | N/A c  | 3,27   | 3,52   | 3,70   | 3,68   | 4,00   | 4,05    | N/A    |
| 5   | Danemarca         | 3,15   | 2,79 b | 2,99 b | 3,17   | 3,25   | 3,26   | 3,44   | 3,24    | 3,53   |
| 6   | Luxemburg         | 1,70   | 1,76   | 1,62   | 1,75   | 1,81   | 2,06   | 2,75   | 2,96    | N/A    |
| 7   | Lituania          | 2,04   | 2,08   | 2,21   | 2,30   | 2,41   | 2,37   | 2,66   | 2,92    | N/A    |
| 8   | Letonia           | N/A    | 2,68   | 2,78   | 2,74   | 2,81   | 2,40   | 2,57   | 2,73    | N/A    |
| 9   | Spania            | N/A    | 2,13   | 2,22   | 2,17   | 2,16   | 2,26   | 2,23   | 2,69    | 3,08 p |
| 10  | Cehia             | N/A    | 2,57   | 2,45   | 2,38   | 2,31   | 2,21   | 2,24   | 2,68    | N/A    |
| 11  | Țările de Jos     | 2,05   | 2,18   | 2,22   | 2,27   | 2,36   | 2,34   | 2,45   | 2,60    | N/A    |
| 12  | România           | 3,39   | 3,56   | 3,36   | 3,26   | 2,75   | 2,87   | 2,59   | 2,58    | N/A    |
| 13  | Polonia           | N/A    | 2,52   | 2,50   | 2,37   | 2,38   | 2,21   | 2,39   | 2,53    | N/A    |
| 14  | Bulgaria          | 2,38   | 1,56   | 1,82   | 1,92   | 1,92   | 1,89   | 2,22 b | 2,50    | N/A    |
| 15  | Italia            | N/A    | 1,86   | 1,85   | 1,84   | 1,81   | 2,38   | 2,34   | 2,46    | N/A    |
| 16  | Portugalia        | N/A    | 2,31   | 2,24   | 2,30   | 2,27   | 2,24 b | 2,20   | 2,40 bp | N/A    |
| 17  | Germania          | N/A    | 1,82   | 1,81   | 1,85   | 1,92   | 1,95   | 1,96   | 2,39    | N/A    |
| 18  | Grecia            | N/A    | 1,68   | 1,73   | 1,70   | 1,66   | 1,76   | 2,00   | 2,29 p  | N/A    |
| 19  | Franța            | 1,80   | 1,79   | 1,78   | 1,75   | 1,84   | 1,92   | 1,89   | 2,00 p  | N/A    |
| 20  | Cipru             | N/A    | N/A    | N/A    | N/A    | N/A    | 1,58   | 1,83   | 1,89    | N/A    |
| 21  | Slovenia          | 1,69   | 1,81   | 1,57   | 1,69   | 1,59   | 1,62   | 1,61   | 1,73    | N/A    |
| 22  | Belgia            | N/A    | 1,53   | 1,54   | 1,56   | 1,59   | 1,58   | 1,57   | 1,67    | N/A    |
| 23  | Slovacia          | N/A    | N/A    | N/A    | N/A    | N/A    | 1,24 e | 1,20 e | 1,62 e  | N/A    |
| 24  | Croația           | N/A    | 1,60   | 1,57   | 1,52   | 1,48   | 1,43   | 1,39   | 1,50    | 1,47   |
| 25  | Malta             | 1,09   | 1,16   | 1,13   | 1,09   | 0,99   | 1,00   | 1,07   | 1,28    | N/A    |
| 26  | Irlanda           | N/A    | 0,84 e | 0,72 e | 0,82 e | 0,89 e | 1,08 e | 1,04 e | 0,98 e  | N/A    |
| 27  | Ungaria           | N/A    | N/A    | N/A    | N/A    | N/A    | 0,66   | 0,65   | 0,59    | N/A    |

| Loc | Țară              | 2013 | 2014 | 2015 | 2016 | 2017 | 2018 | 2019 | 2020 | 2021   |
| --- | ----------------- | ---- | ---- | ---- | ---- | ---- | ---- | ---- | ---- | ------ |
| -   | Islanda           | N/A  | N/A  | N/A  | N/A  | N/A  | 3,62 | 3,89 | 3,99 | N/A    |
| -   | Elveția           | 3,82 | 3,68 | 3,75 | 3,63 | 3,58 | 3,31 | 3,16 | 3,30 | 3,26 p |
|     |                   |      |      |      |      |      |      |      |      |        |
| -   | Serbia            | N/A  | N/A  | 0,85 | 0,92 | 0,89 | 0,89 | 0,90 | 0,92 | N/A    |
| -   | Macedonia de Nord | N/A  | N/A  | N/A  | N/A  | N/A  | N/A  | N/A  | 0,68 | N/A    |

b - întrerupere în seriile temporale

e - date estimate

p - date provizorii

bp - întrerupere în seriile temporale, date provizorii

s - date estimate Eurostat

c - date confidențiale

Sursa: Eurostat (online data code: sdg_12_61)

### Rata de utilizare circulară a materialelor

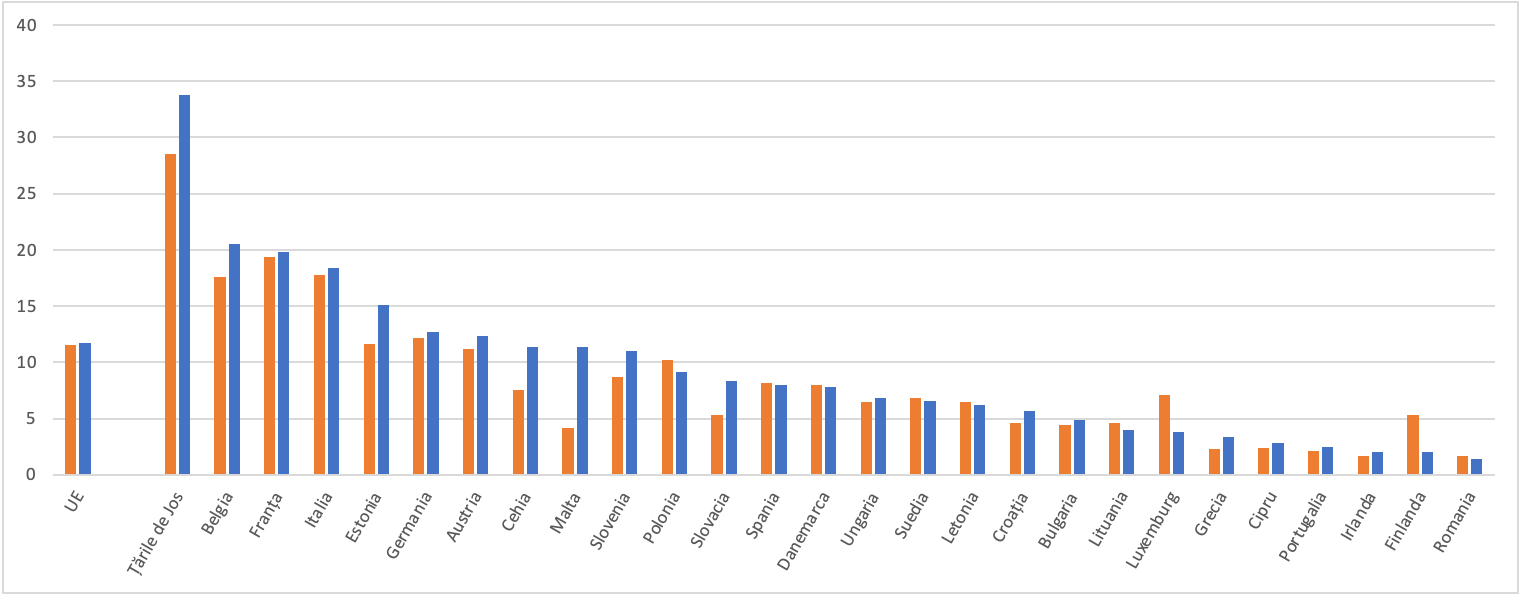
2016
2021
Sursa: Eurostat (online data code: sdg_12_41)

Rata de utilizare circulară a materialelor (UCM) măsoară ponderea materialului recuperat și reintrodus în economie din utilizarea totală a materialelor. Rata UCM este definită ca raportul dintre utilizarea circulară a materialelor și utilizarea totală a materialelor. Utilizarea totală a materialelor este măsurată prin însumarea consumului intern total de materiale (CIM) și a utilizării circulare a materialelor. CIM este definit în conturile de flux de materiale la nivel de economie. Utilizarea circulară a materialelor se aproximează cu cantitatea de deșeuri reciclate în instalațiile de valorificare interne minus deșeurile importate destinate valorificării plus deșeurile exportate destinate valorificării în străinătate. O valoare mai mare a ratei UCM înseamnă că mai multe materiale secundare înlocuiesc materiile prime, reducându-se astfel impactul asupra mediului al extracției materiilor prime.
| Loc | Țară              | 2013   | 2014 | 2015   | 2016   | 2017   | 2018   | 2019   | 2020    | 2021    |
|     |                   |        |      |        |        |        |        |        |         |         |
| --- | ----------------- | ------ | ---- | ------ | ------ | ------ | ------ | ------ | ------- | ------- |
| -   | Uniunea Europeană | 11,3 s | 11,2 | 11,3 s | 11,5   | 11,5 s | 11,7   | 12,0 s | 11,7 ps | 11,7 ps |
| 1   | Țările de Jos     | 27,1 s | 26,6 | 25,8 s | 28,5   | 29,7 s | 28,9   | 30,0 s | 30,0 ps | 33,8 ps |
| 2   | Belgia            | 16,8 s | 17,6 | 17,7 s | 17,6   | 18,5 s | 19,9   | 23,5 s | 21,5 ps | 20,5 ps |
| 3   | Franța            | 17,3 s | 17,8 | 18,7 s | 19,4 p | 18,8 s | 19,7   | 20,0 s | 19,2 ps | 19,8 ps |
| 4   | Italia            | 16,0 s | 16,1 | 17,2 s | 17,8   | 18,4 s | 18,8   | 19,5 s | 20,6 p  | 18,4 ps |
| 5   | Estonia           | 14,6 s | 10,9 | 11,3 s | 11,6   | 12,4 s | 13,5   | 15,6 s | 15,6    | 15,1 ps |
| 6   | Germania          | 11,3 s | 11,3 | 12,0 s | 12,2   | 11,8 s | 12,4   | 12,9 s | 12,9 p  | 12,7 ps |
| 7   | Austria           | 8,7 s  | 9,6  | 10,7 s | 11,2   | 11,4 s | 11,1 p | 11,5 s | 10,8 p  | 12,3 ps |
| 8   | Cehia             | 6,7 s  | 6,8  | 6,9 s  | 7,5    | 9,1 s  | 10,5 b | 11,3 s | 11,6    | 11,4 ps |
| 9   | Malta             | 6,3 s  | 6,4  | 4,6 s  | 4,2    | 6,5 s  | 8,3    | 7,7 s  | 13,3    | 11,4 ps |
| 10  | Slovenia          | 9,3 s  | 8,5  | 8,6 s  | 8,7    | 9,8 s  | 10,0   | 11,4 s | 9,9     | 11,0 ps |
| 11  | Polonia           | 11,8 s | 12,6 | 11,6 s | 10,2   | 9,9 s  | 9,8    | 10,3 s | 7,5     | 9,1 ps  |
| 12  | Slovacia          | 4,6 s  | 4,8  | 5,1 s  | 5,3    | 5,0 s  | 4,9    | 6,4 s  | 10,5    | 8,3 ps  |
| 13  | Spania            | 8,9 s  | 7,7  | 7,5 s  | 8,2    | 8,8 s  | 9,0    | 9,6 s  | 9,3 ep  | 8,0 ps  |
| 14  | Danemarca         | 7,7 s  | 9,0  | 8,3 s  | 8,0    | 7,9 s  | 8,1    | 7,6 s  | 7,5     | 7,8 ps  |
| 15  | Ungaria           | 6,2 s  | 5,4  | 5,8 s  | 6,5    | 6,9 s  | 7,0    | 7,3 s  | 5,2 ps  | 6,8 ps  |
| 16  | Suedia            | 7,2 s  | 6,4  | 6,7 s  | 6,8    | 6,7 s  | 6,6    | 6,5 s  | 6,8     | 6,6 ps  |
| 17  | Letonia           | 3,8 s  | 5,3  | 5,3 s  | 6,5    | 5,4 s  | 4,7    | 4,3 s  | 5,1     | 6,2 ps  |
| 18  | Croația           | 3,9 s  | 4,8  | 4,6 s  | 4,6    | 5,2 s  | 5,0    | 5,2 s  | 5,7     | 5,7 ps  |
| 19  | Bulgaria          | 2,5 s  | 2,7  | 3,1 s  | 4,4    | 3,5 s  | 2,5    | 2,3 s  | 5,9 p   | 4,9 ps  |
| 20  | Lituania          | 3,1 s  | 3,7  | 4,1 s  | 4,6    | 4,5 s  | 4,3    | 3,9 s  | 4,0     | 4,0 ps  |
| 21  | Luxemburg         | 15,4 s | 11,3 | 9,7 s  | 7,1    | 10,6 s | 10,8   | 10,5 s | 9,9     | 3,8 ps  |
| 22  | Grecia            | 1,8 s  | 1,4  | 1,9 s  | 2,3    | 2,8 s  | 3,3 p  | 4,1 s  | 4,4 ps  | 3,4 ps  |
| 23  | Cipru             | 2,4 s  | 2,2  | 2,4 s  | 2,4    | 2,4 s  | 2,8    | 2,9 s  | 3,7 ps  | 2,8 ps  |
| 24  | Portugalia        | 2,5 s  | 2,4  | 2,1 s  | 2,1    | 2,0 s  | 2,2    | 2,3 s  | 2,3     | 2,5 ps  |
| 25  | Irlanda           | 1,7 s  | 2,0  | 1,9 s  | 1,7    | 1,7 s  | 1,6    | 1,6 s  | 1,7     | 2,0 ps  |
| 26  | Finlanda          | 10,1 s | 7,3  | 6,4 s  | 5,3    | 5,6 s  | 5,9    | 6,3 s  | 5,9     | 2,0 ps  |
| 27  | România           | 2,5 s  | 2,1  | 1,7 s  | 1,7    | 1,7 s  | 1,5    | 1,3 s  | 1,5 ps  | 1,4 ps  |

p - date provizorii

s - date estimate Eurostat

ps - date provizorii, date estimate Eurostat

Sursa: Eurostat (online data code: sdg_12_41)

### Generarea deșeurilor

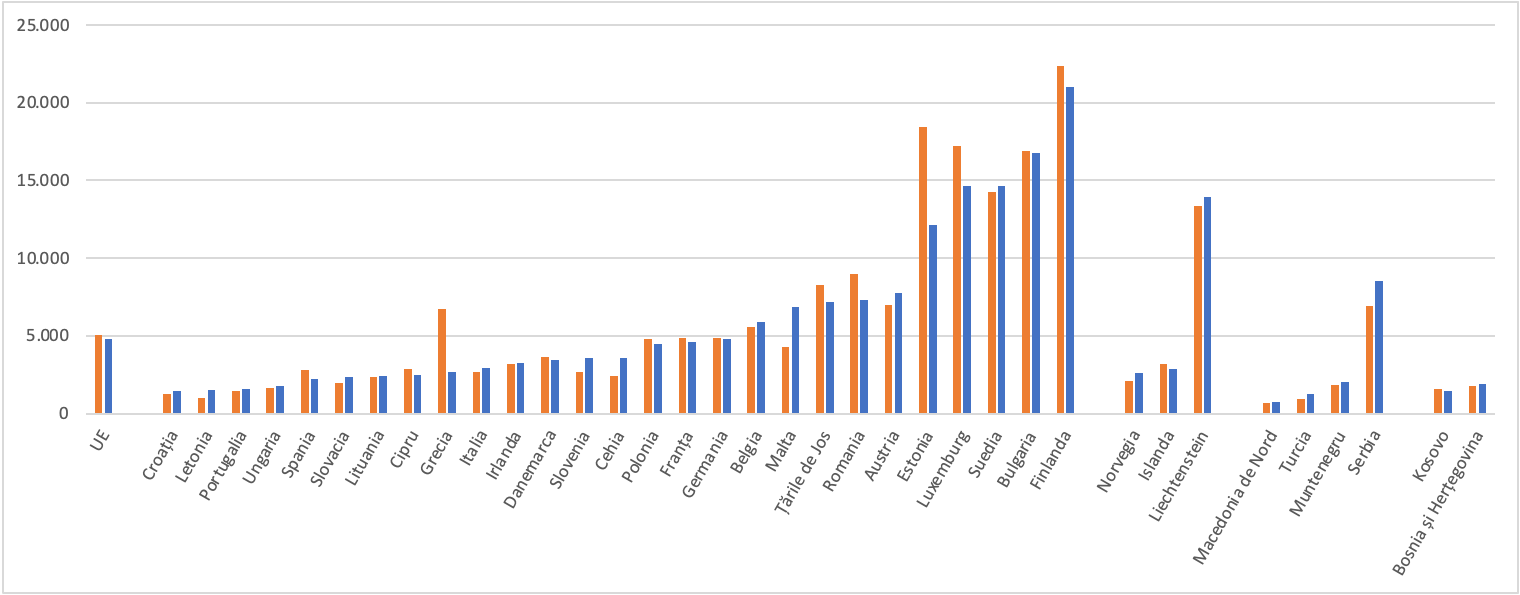
2016
2020
Sursa: Eurostat (online data code: sdg_12_51)

Acest indicator reprezintă toate deșeurile generate într-o țară, respectiv deșeurile generate de producția industrială (inclusiv sectorul de gestionare a deșeurilor în sine) și de gospodării.
| Loc | Țară              | 2004     | 2006    | 2008    | 2010   | 2012   | 2014   | 2016   | 2018    | 2020    |
|     |                   |          |         |         |        |        |        |        |         |         |
| --- | ----------------- | -------- | ------- | ------- | ------ | ------ | ------ | ------ | ------- | ------- |
| -   | Uniunea Europeană | 5.186    | 5.214   | 4.881   | 5.017  | 5.086  | 5.062  | 5.074  | 5.235   | 4.815   |
| 1   | Croația           | 1.673    | 1.258   | 968     | 735    | 846    | 879    | 1.286  | 1.355   | 1.483   |
| 2   | Letonia           | 556      | 838     | 687     | 714    | 1.135  | 1.315  | 975    | 920     | 1.501   |
| 3   | Portugalia        | 2.796 e  | 3.322 e | 1.599   | 1.290  | 1.271  | 1.381  | 1.427  | 1.546 b | 1.612   |
| 4   | Ungaria           | 2.440 e  | 2.213 e | 1.688 e | 1.674  | 1.644  | 1.688  | 1.624  | 1.879   | 1.759   |
| 5   | Spania            | 3.743    | 3.625   | 3.248   | 2.953  | 2.535  | 2.378  | 2.774  | 2.945   | 2.230   |
| 6   | Slovacia          | 1.986    | 2.699   | 2.133   | 1.741  | 1.558  | 1.636  | 1.953  | 2.277   | 2.340   |
| 7   | Lituania          | 2.076    | 1.945   | 1.980   | 1.801  | 1.901  | 2.114  | 2.327  | 2.527   | 2.396   |
| 8   | Cipru             | 3.079    | 1.663   | 2.343   | 2.861  | 2.171  | 2.321  | 2.897  | 2.646   | 2.491   |
| 9   | Grecia            | 3.044    | 4.657   | 6.197   | 6.333  | 6.549  | 6.404  | 6.712  | 4.215   | 2.651 p |
| 10  | Italia            | 2.424    | 2.666   | 3.047   | 2.676  | 2.594  | 2.597  | 2.702  | 2.855   | 2.942   |
| 11  | Irlanda           | 6.019    | 6.926 e | 5.012   | 4.344  | 2.764  | 3.256  | 3.207  | 2.874   | 3.248   |
| 12  | Danemarca         | 2.329    | 2.704   | 2.759   | 2.923  | 2.989  | 3.687  | 3.663  | 3.702   | 3.453   |
| 13  | Slovenia          | 2.890    | 3.008   | 2.493   | 2.922  | 2.210  | 2.273  | 2.661  | 3.964   | 3.576   |
| 14  | Cehia             | 2.871    | 2.417   | 2.448   | 2.268  | 2.205  | 2.223  | 2.402  | 3.560 b | 3.598   |
| 15  | Polonia           | 3.601    | 4.028   | 3.645   | 4.171  | 4.266  | 4.714  | 4.793  | 4.621   | 4.492   |
| 16  | Franța            | 4.743 s  | 4.923 s | 5.376   | 5.478  | 5.264  | 4.893  | 4.836  | 5.112   | 4.593   |
| 17  | Germania          | 4.412    | 4.416   | 4.540   | 4.446  | 4.576  | 4.785  | 4.858  | 4.891   | 4.824   |
| 18  | Belgia            | 5.068    | 5.627 e | 4.540   | 5.630  | 4.847  | 5.171  | 5.573  | 5.967   | 5.899   |
| 19  | Malta             | 7.840 e  | 7.060 e | 5.057 e | 3.264  | 3.467  | 3.849  | 4.287  | 5.173   | 6.847   |
| 20  | Țările de Jos     | 5.678    | 6.067   | 6.242   | 7.291  | 7.233  | 7.848  | 8.281  | 8.429   | 7.175   |
| 21  | România           | 17.215 s | 16.248  | 9.209   | 9.949  | 12.432 | 8.871  | 9.012  | 10.425  | 7.338   |
| 22  | Austria           | 6.488    | 6.565   | 6.767   | 5.596  | 5.699  | 6.537  | 7.008  | 7.428   | 7.728   |
| 23  | Estonia           | 15.310   | 14.058  | 14.647  | 14.270 | 16.627 | 16.587 | 18.451 | 17.539  | 12.163  |
| 24  | Luxemburg         | 18.153   | 17.728  | 19.630  | 20.597 | 15.816 | 12.713 | 17.217 | 14.828  | 14.618  |
| 25  | Suedia            | 10.203   | 10.459  | 9.346   | 12.545 | 16.420 | 17.226 | 14.272 | 13.628  | 14.664  |
| 26  | Bulgaria          | 26.050   | 21.429  | 22.375  | 22.635 | 22.072 | 24.872 | 16.907 | 18.470  | 16.785  |
| 27  | Finlanda          | 13.333   | 13.711  | 15.394  | 19.454 | 16.961 | 17.572 | 22.359 | 23.253  | 20.993  |

| Loc | Țară                  | 2004  | 2006  | 2008   | 2010  | 2012   | 2014    | 2016   | 2018   | 2020   |
| --- | --------------------- | ----- | ----- | ------ | ----- | ------ | ------- | ------ | ------ | ------ |
| -   | Norvegia              | 1.623 | 2.127 | 2.157  | 1.929 | 2.136  | 2.066   | 2.127  | 2.662  | 2.610  |
| -   | Islanda               | 1.717 | N/A   | 2.434  | 1.607 | 1.651  | 2.490   | 3.182  | 3.667  | 2.895  |
| -   | Liechtenstein         | N/A   | N/A   | 10.806 | 8.666 | 12.727 | 15.278  | 13.325 | 11.448 | 13.951 |
|     |                       |       |       |        |       |        |         |        |        |        |
| -   | Macedonia de Nord     | N/A   | N/A   | 666    | 1.133 | 4.111  | 1.058   | 688    | 549    | 716    |
| -   | Turcia                | 870   | 665   | 912    | 869   | 896    | 947     | 953    | 1.195  | 1.291  |
| -   | Muntenegru            | N/A   | N/A   | N/A    | N/A   | 1.634  | 1.757   | 1.820  | 1.965  | 2.007  |
| -   | Serbia                | N/A   | N/A   | N/A    | 4.610 | 7.640  | 6.890 b | 6.937  | 7.319  | 8.499  |
|     |                       |       |       |        |       |        |         |        |        |        |
| -   | Kosovo                | N/A   | N/A   | N/A    | N/A   | 649    | 574     | 1.607  | 1.648  | 1.448  |
| -   | Bosnia și Herțegovina | N/A   | N/A   | N/A    | N/A   | 1.161  | 1.447   | 1.744  | 1.930  | N/A    |

b - întrerupere în seriile temporale

e - date estimate

p - date provizorii

s - date estimate Eurostat

Sursa: Eurostat (online data code: sdg_12_51)